# Цорн, Фридрих Альберт
Фридрих Альберт Цорн (нем. Friedrich Albert Zorn; 3 апреля 1816, Кемптен, Бавария — апрель 1895, Одесса, Российская империя) — немецкий и российский танцмейстер и танцевальный педагог, теоретик танца. Автор труда «Грамматика танцевального искусства» (1887).

## Жизнь и творчество
Ф. А. Цорн изучал искусство танца в юные годы в Дрездене и Лейпциге, затем через Ганновер, Гамбург, Осло и Париж, в возрасте 16-ти лет, попал в Одессу. Здесь он с 1840 по 1887 год служил преподавателем в гимназических классах Ришельевского лицея. В течение этого времени Цорн совершил многочисленные поездки по Европе, где встретился и сотрудничал с хореографами разных стран. В 1855 году он работал с Полем Тальони в Берлине. Вёл в течение многих лет профессиональную переписку с Артуром Сен-Леоном. Также сотрудничал с коллегами-хореографами из Кёнигсберга и Лейпцига.
В мае 1885 года Ф. А. Цорн выслал председателю берлинской Академии танцевального искусства Аминту Фрейзингу свой фундаментальный труд, над которым он работал около 50 лет — «Грамматика танцевального искусства» (Grammatik der Tanzkunst). В 1887 году она вышла в Лейпциге. В этой работе Цорн описывал состояние современного ему балетного искусства и разъяснял свою систему записи для танца, основывающуюся на подобной системе Артура Сен-Леона. Основываясь на принципах нотации Сен-Леона и Тальони, Цорн описал кадрили, полонезы и некоторые другие танцы, исполняемые как на официальных балах, так и в частных собраниях. Кроме них, в систему своего образования для танцоров он включил менуэт, подробно им описанный. Из народных танцев Цорн описал среди прочих краковяк, тирольский и рейнский танцы.
Помимо современных ему танцев, хореограф также анализировал известные танцы прошлого — например, гавот Огюста Вестриса и качучу Фанни Эльслер из балета Жана Коралли «Хромой бес».
В 1905 году вышел английский перевод Грамматики….

## Издания
- Grammatik der Tanzkunst. Theoretischer und praktischer Unterricht in der Tanzkunst und Tanzschreibkunst oder Choreographie nebst Atlas mit Zeichnungen und musikalischen Übungs-Beispielen mit choreographischer Bezeichnung und einem besonderen Notenheft für den Musiker, Leipzig: J. J. Weber, 1887; Reprint: Hildesheim: OLMS, 1982.
- Грамматика танцовальнаго искусства и хореографии. Цорн, Альберт Яковлевич, типогр. А. Шульца, Одесса, 1890.
- Grammar of the Art of Dancing, theoretical and practical; lessons in the arts of dancing and dance writing (choreography) with drawings, musical examples, choregraphic symblos, and special music scores, translated from the German of Friedrich Albert Zorn,, übersetzt von Alfonso Josephs Sheafe , Boston, Mass.: Heintzemann-Press, 1905.